# تصنیف یک بازیکن کوچک (فیلم)
تصنیف یک بازیکن کوچک (به انگلیسی: The Ballad of a Small Player) فیلمی آمریکایی و آماده اکران در ژانر دلهره‌آور روان‌شناختی به کارگردانی ادوارد برگر است. فیلم‌نامه این فیلم توسط روان جافه بر اساس رمانی به همین نام محصول سال ۲۰۱۴ اثر لارنس آزبورن به رشته تحریر درآمده است. کالین فارل، فالا چن، دینی ایپ، الکس جنینگز و تیلدا سوینتن بازیگران فیلم هستند.
تصویربرداری اصلی فیلم در ۲۶ ژوئن ۲۰۲۴ در ماکائو و هنگ کنگ آغاز شد و در ۲۵ اوت به پایان رسید. این فیلم قرار است در سال ۲۰۲۵ از طریق نتفلیکس منتشر شود.

## داستان
یک قمارباز محبوب و یک کلاهبردار حرفه‌ای از بریتانیا به ماکائو فرار می‌کنند.